# 北京市科学技术协会
北京市科学技术协会，简称北京市科协，是中华人民共和国北京市科学技术工作者组成的专业性人民团体，是中国科学技术协会的地方组织，受中国共产党北京市委员会的领导。